# Charles Gallagher (homme politique britanno-colombien)
Pour les articles homonymes, voir Charles Gallagher et Gallagher.
Charles Gallagher est un homme politique canadien de la Colombie-Britannique. Il est député provincial indépendant de la circonscription britanno-colombienne de Kootenay de 1875 à 1881.